# Intersexualidad en Argentina
Las personas intersexuales en Argentina no tienen reconocimiento de sus derechos de integridad física ni autonomía corporal, como tampoco protecciones específicas contra la discriminación basada en las características sexuales. Existen casos de niños y niñas a quienes les es denegado el acceso a partidas de nacimiento sin que sus padres consientan antes intervenciones médicas. El INADI (Instituto Nacional contra la Discriminación, la Xenofobia y el Racismo) y organizaciones civiles sociales como Justicia Intersex han llamado a la prohibición de intervenciones médicas innecesarias e invasivas.
La legislación argentina ha contemplado los derechos de las personas intersexuales a no ser discriminadas y a que se respete su género autopercibido. El 20 de julio de 2021, se dispuso por Decreto 476/2021 que los documentos de identidad de las personas incluyan una tercera opción en el campo correspondiente a «sexo», para aquellas personas que no se sientan comprendidas en el binomio masculino/femenino.

## Historia
Las primeras discusiones públicas sobre los problemas con relación a la intersexualidad en Argentina se llevaron a cabo en 1995, y en 2005, activistas trans e intersexuales regionales se encontraron por primera vez. El activista argentino trans e intersexual Mauro Cabral fue un signatario en los Principios de Yogyakarta en 2006. Una recopliación de ensayos titulada Interdicciones fue publicada en 2009.
El primer reporte de la ONU con objetivo de condenar las intervenciones médicas irreversibles e involuntarias fue publicado por el argentino Juan E. Méndez, reportero especial de la ONU sobre la tortura, en 2013.
En abril de 2018, activistas intersexuales del Caribe y Latinoamérica publicaron la delcaración San José de Costa Rica definiendo demandas locales.

## Integridad física y autonomía corporal
En 2013, el reportero especial de tortura de la ONU, condenó las intervenciones médicas intersexuales con la intención de "reparar" el sexo de personas nacidas con características sexuales atípicas, descubriendo que esto puede llevar a "infertilidad permanente e irreversible y causar severo sufrimiento mental"  El informe enfatizó la impotencia de los grupos estigmatizados y la centralidad del consentimiento informado. El informe pidió la derogación de leyes que permiten intervenciones médicas irreversibles, incluyendo las cirugías de genitales coercitivas y las gonadectomías. Llamados similares han sido hechos por la Comisión Interamericana de Derechos Humanos. 
En un informe de 2015, el INADI pidió reconocimiento de los derechos de personas intersexuales a integridad corporal y autonomía en decisiones médicas. INADI pidió el aplazamiento de intervenciones médicamente innecesarias y el acceso a la salud para todas las personas intersexuales, independientemente del tratamiento médico previo.
En 2017, una presentación conjunta ante el Comité contra la Tortura de la ONU por parte de Justicia Intersex y Zwischengeschlecht identificó una falta de protección legal de los derechos a la integridad física y mental, y a la autodeterminación, y ninguna medida para garantizar la recopilación, el monitoreo y la reparación de datos. El informe afirmaba que las disposiciones sobre los derechos de los pacientes y los niños no se aplicaban a las personas intersexuales, y que las instituciones relevantes apoyaban intervenciones médicas innecesarias o eran indiferentes a ellas. El informe citó un artículo de 2010 de Bailez y otros que sugirieron gonadectomías tempranas, incluso en casos de muy bajo riesgo de cáncer, indicando que estos proporcionan un beneficio psicológico para los padres. También informó que, en 2016, la guía de la Asociación Civil Argentina de Cirugía Pediátrica solicita "clitoridectomía para el estado intersexual", y múltiples trabajos de investigación del Hospital Gutiérrez informan resultados quirúrgicos deficientes, falta de deseo sexual, ansiedad y depresión en pacientes posquirúrgicos. También se describen las complicaciones de las cirugías "masculinizantes", la exhibición médica y el uso de tratamientos prenatales.

## Protección contra discriminación
En 2015, el INADI publicó el anteriormente mencionado reporte sobre intersexualidad. El reporte describe al sexo como una categoría cultural, basada en parámetros determinados socialmente, además de ser una categoría biológica o corporal. Recomendó accionar para prevenir el bullying y la discriminación basados en características corporales en escuelas, y el desarrollo de contenido educacional adecuado.

## Documentos de identificación
Una presentación de la sociedad civil de 2017 ante el Comité contra la Tortura de las Naciones Unidas identificó dos casos de niños a quienes se les negó el certificado de nacimiento sin el consentimiento de los padres para realizar intervenciones médicas irreversibles.
La ley de género otorga a adultos cirugía de reasignación de sexo y terapia hormonal como parte de sus planes de atención médica pública o privada. La ley también permite cambios de género, imagen o nombre de nacimiento en los registros civiles sin la aprobación de un médico o un juez. La ley convirtió a Argentina en el primer país en permitir que las personas cambien su identidad de género sin ningún tipo de intervención médica o certificación.

El 20 de julio de 2021, se dispuso por Decreto 476/2021 que los documentos de identidad de las personas debían incluir una tercera opción en el campo correspondiente a «sexo», para aquellas personas que no se sientan comprendidas en el binomio masculino/femenino.

## Matrimonio
Al legalizar el matrimonio entre personas del mismo sexo el 15 de julio de 2010, Argentina se convirtió en el primer país de América Latina, el segundo en América y el décimo en el mundo en hacerlo.